# Meer van Le Bourget
Het Meer van Le Bourget (Frans: Lac du Bourget, ook wel lokaal bekend als Lac d'Aix of Meer van Aix) is een meer in de Franse Alpen. Het ligt in het departement Savoie in de Franse regio Auvergne-Rhône-Alpes. Het meer is genoemd naar het dorp Le Bourget-du-Lac gelegen aan het zuidelijke uiteinde van het meer. Het is qua oppervlakte het grootste gletsjermeer dat volledig in Frankrijk ligt (het Meer van Genève is veel groter, maar slechts voor een deel Frans). Tevens is het qua gemiddelde diepte het derde diepste meer van Europa, na het Meer van Genève en Loch Ness.

## Hydrografie
Het meer wordt gevoed door de rivier de Leysse vanuit het zuiden, en twee beken, de Tillet en de Sierroz, vanuit het oosten. Deze waterlopen ontspringen in de omringende bergen. Het overschot aan water verdwijnt via het Canal de Savières in de Rhône. In sommige gevallen, bij hoge debieten in de Rhône, stroomt het water in omgekeerde richting, van de Rhône naar het meer. De hoogte van het water varieert naargelang het seizoen met zowat een meter. Het is een "meromictisch" meer: de verschillende waterlagen in het meer mengen zich vrijwel niet.

## Steden
Aan de oostkant van het meer ligt de stad Aix-les-Bains die enige bekendheid geniet als kuuroord. Aan de westkant van het meer ligt de in 1125 gestichte abdij van Hautecombe. Een kleine tien kilometer ten zuiden van het meer ligt Chambéry, de hoofdstad van het departement Savoie.

## Recreatie, toerisme en cultuur
Het meer van Le Bourget wordt veel gebruikt voor recreatie. Aan het meer liggen verschillende stranden en een dozijn grote en kleinere jachthavens. In het seizoen organiseren rederijen rondvaarten op het meer vanuit Aix-les-Bains en Le Bourget-du-Lac.
De dichter Alphonse de Lamartine verbleef in 1816 in Aix aan de oever van het meer en had er een romance met Julie Charles, die het jaar daarop overleed. De herinnering aan hun verblijf bij het meer inspireerde Lamartine tot zijn beroemdste gedicht: Le Lac. Ook in enkele andere van zijn gedichten komt het meer voor.